# 웨슈구

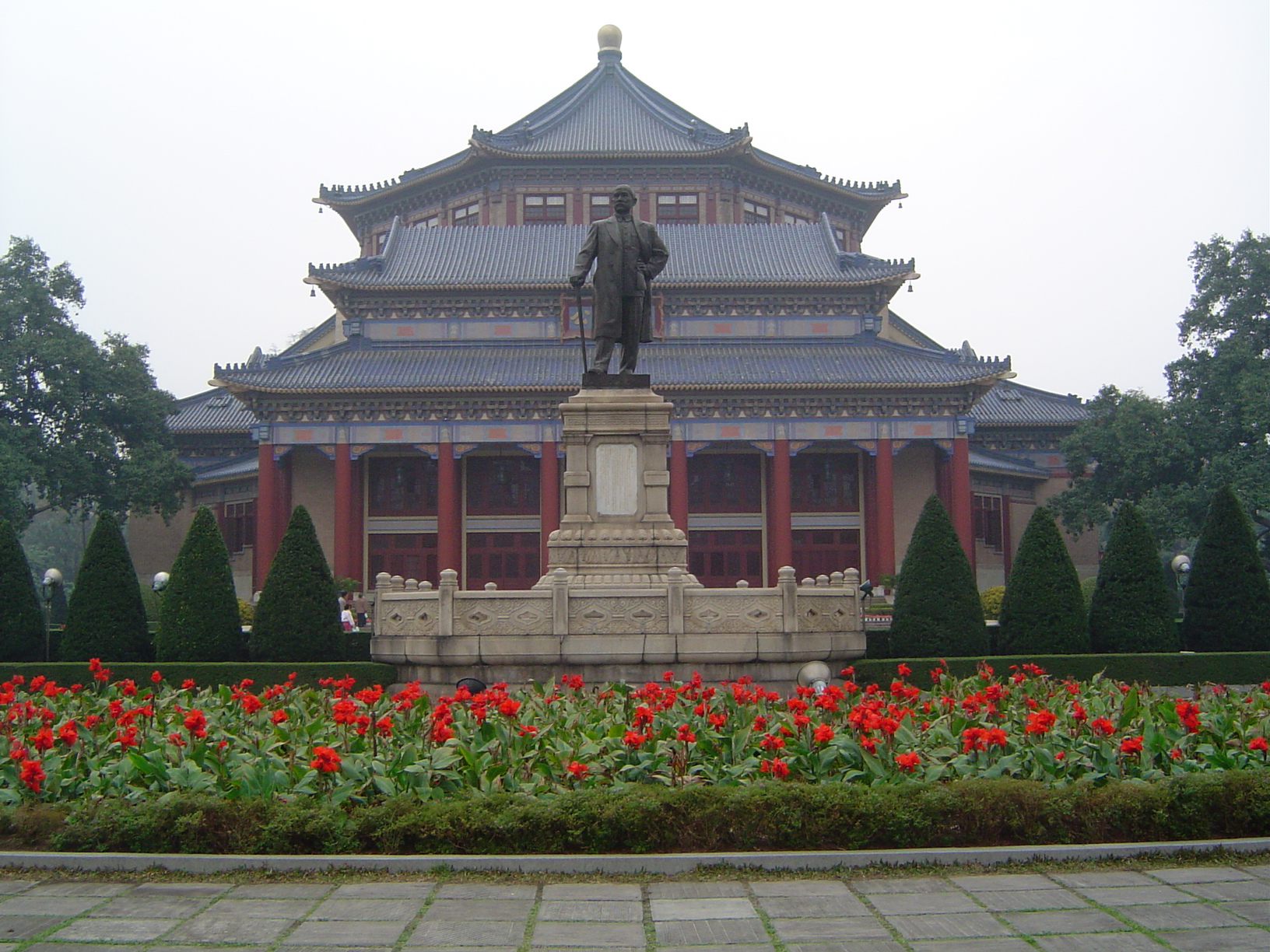
웨슈 구 쑨원 기념관

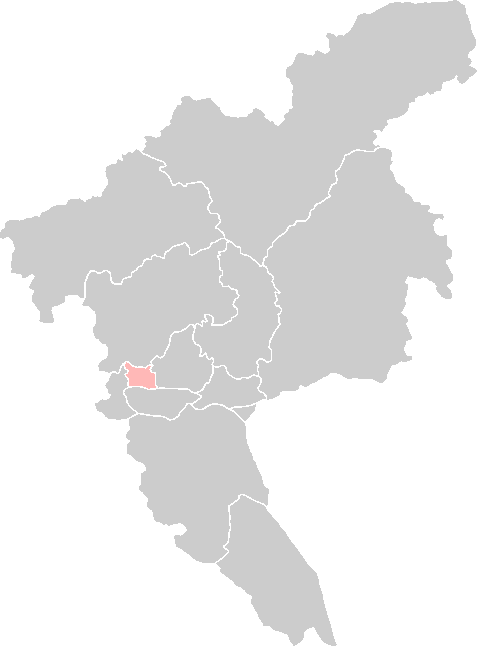
웨슈 구의 위치

웨슈구(한국어: 월수구, 중국어: 越秀区, 병음: Yuèxiù Qū)는 중화인민공화국 광둥성 광저우시의 현급 행정구역이다. 넓이는 33km2이고, 인구는 2007년 기준으로 1,160,000명이다.

## 행정 구역
22개 가도를 관할한다.
- 가도: 홍교가도, 엄위가도, 북경가도(베이징가도), 육용가도, 유화가도(류화가도), 동풍가도(둥펑가도), 광탑가도(광타가도), 시서가도, 대신가도(다신가도), 인민가도(런민가도), 동호가도(둥후가도), 농림가도(농린가도), 대동가도(다둥가도), 대당가도(다탕가도), 주광가도(주광가도), 백운가도(바이윈가도), 건설가도, 화악가도(화러가도), 매화촌가도(메이화춘가도), 황화강, 광천가도, 등봉가도.

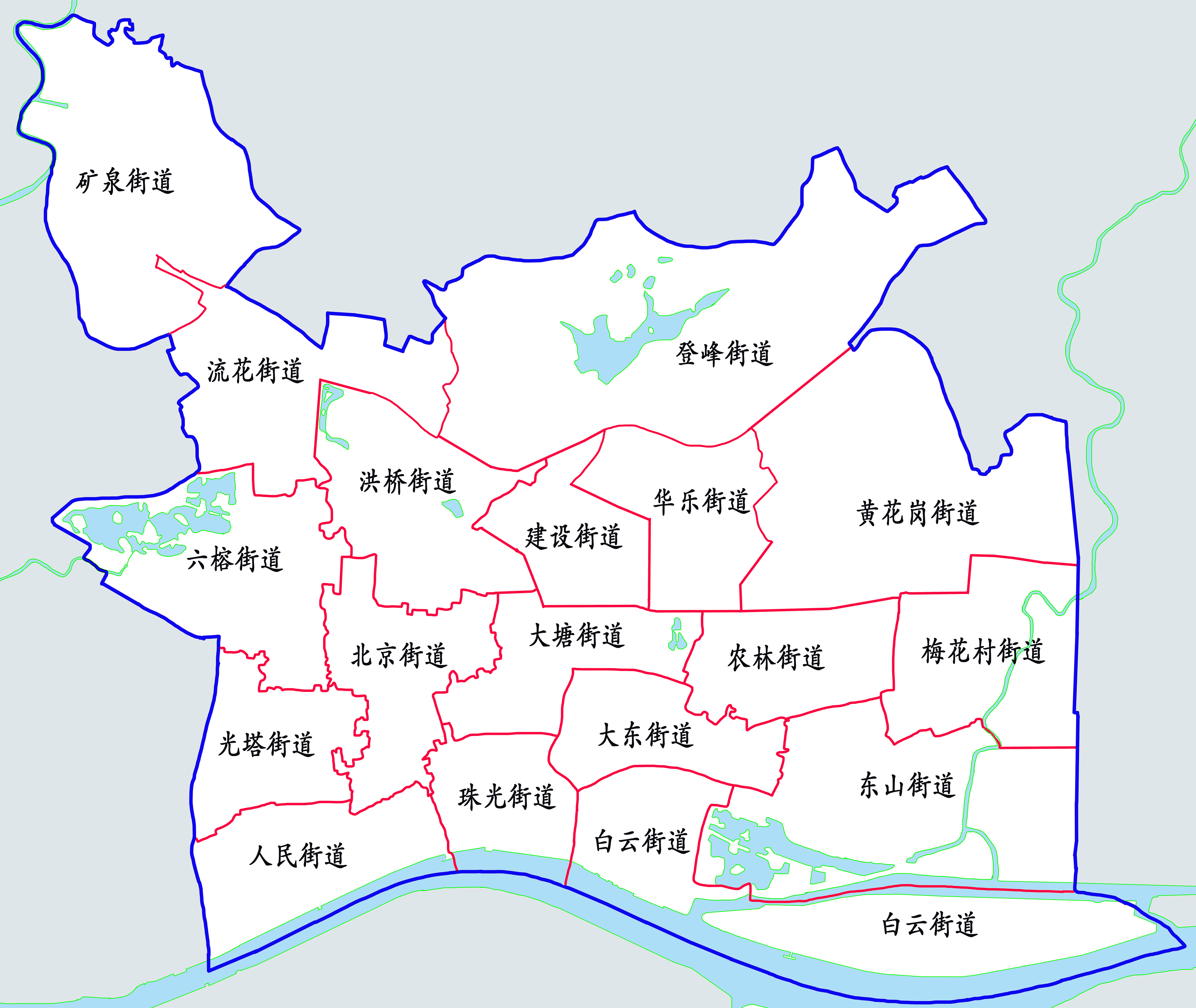
웨슈구의 행정구역